# 休斯頓冰川
休斯頓冰川（英語：Houston Glacier），是南極洲的冰川，位於帕爾默地東岸，流經艾爾森半島，最終注入史密斯灣，在1974年由美國地質調查局繪入地圖，現時由南極條約體系管理。